# ایستگاه راه‌آهن واسکیلوتو
ایستگاه راه‌آهن واسکیلوتو (انگلیسی: Vaskiluoto railway station) (به فنلاندی:  Vaskiluodon rautatieasema) (به سوئدی: Vasklot järnvägsstation) در شهر واسا، فنلاند، در جزیره و منطقه واسکیلوئوتو واقع شده است. این ایستگاه، پایانه راه‌آهن سینه‌یوکی- واسا است و فقط برای حمل بار در بندر واسا استفاده می‌شود؛ نزدیکترین ایستگاه با خدمات مسافربری، واسا است.
سازمان میراث فنلاند، منطقه ایستگاه واسکیلوئوتو را مکان فرهنگی حفاظت‌شده با اهمیت ملی اعلام کرده است.